# 大塚海渡
大塚 海渡（おおつか かいと、2000年10月25日 - ）は、日本中央競馬会（JRA）・美浦トレーニングセンターに所属していた元騎手である。茨城県出身。

## 来歴
2016年に競馬学校騎手課程に入学。2019年2月、競馬学校騎手課程を卒業（第35期）。
2019年3月に木村哲也厩舎から騎手デビュー。大塚の父は勢司和浩厩舎で調教助手をしており、勢司厩舎の調教助手・厩務員だった木村の先輩にあたる。また、美浦の乗馬苑のスポーツ少年団で3歳年下の木村の息子と一緒に乗馬を行っていたなどの縁があった。
同年4月7日、中山競馬第12競走を自厩舎のリモンディで制し、デビューから25戦目で初勝利を挙げた。木村にとっても通算200勝の区切りの勝利となった。
2020年1月5日、中山競馬第7競走において勢司厩舎のラッキーアドバンスに騎乗した際、最後の直線コースで転倒し、落馬負傷した。この時、後方を走行していた1頭が落馬・3頭の進路を妨害したと判定されたため、2020年1月18日から開催2日間の騎乗停止処分となった。この落馬で脳挫傷を起こし、休養に入った。なお、後続の三浦皇成は骨折の大怪我、騎乗馬は予後不良となった。
2021年1月12日、木村から受けたとする暴言・暴行等のパワーハラスメントについて茨城県警稲敷警察署に被害届を提出、水戸地方裁判所土浦支部に損害賠償請求訴訟を起こした。同月21日よりフリー騎手となった。同年10月8日、水戸地裁土浦支部での民事裁判で木村側が大塚に謝罪および解決金80万円を支払う事で、双方合意による和解が成立した。なお、大塚は弁護士を通じてのコメントで、和解金については「競馬サークル、スポーツ界をはじめ、世の中から暴言・暴行がなくなる活動に尽力している機関、団体に全額寄付」することを明らかにしている。
2022年7月10日、福島競馬第3競走でジュンツーポイントに騎乗して実戦復帰を果たした（9着）。
2025年2月11日、JRAより同月28日付で騎手を引退することが発表された。引退後は勢司和浩厩舎の調教助手に転業する。

## 人物
目標とする騎手はジョアン・モレイラ。馬の脚を余さないところを尊敬している。一番勝ちたいレースは東京優駿で、ダービージョッキーが目標。

## 騎乗成績

### 概要
|        | 日付         | 競馬場・開催    | 競走名          | 馬名       | 頭数 | 人気 | 着順 |
| ------ | ------------ | --------------- | --------------- | ---------- | ---- | ---- | ---- |
| 初騎乗 | 2019年3月2日 | 2回中山3日目1R  | 3歳未勝利       | ヤシャジン | 16頭 | 15   | 9着  |
| 初勝利 | 2019年4月7日 | 3回中山6日目12R | 4歳以上1000万下 | リモンディ | 16頭 | 6    | 1着  |

### 年度別成績
大塚海渡の年度別成績（netkeiba.com）を参照